# 3286 Anatoliya
3286 Anatoliya è un asteroide della fascia principale. Scoperto nel 1980, presenta un'orbita caratterizzata da un semiasse maggiore pari a 2,6367518 UA e da un'eccentricità di 0,1035726, inclinata di 13,42210° rispetto all'eclittica.